# Douze Collèges

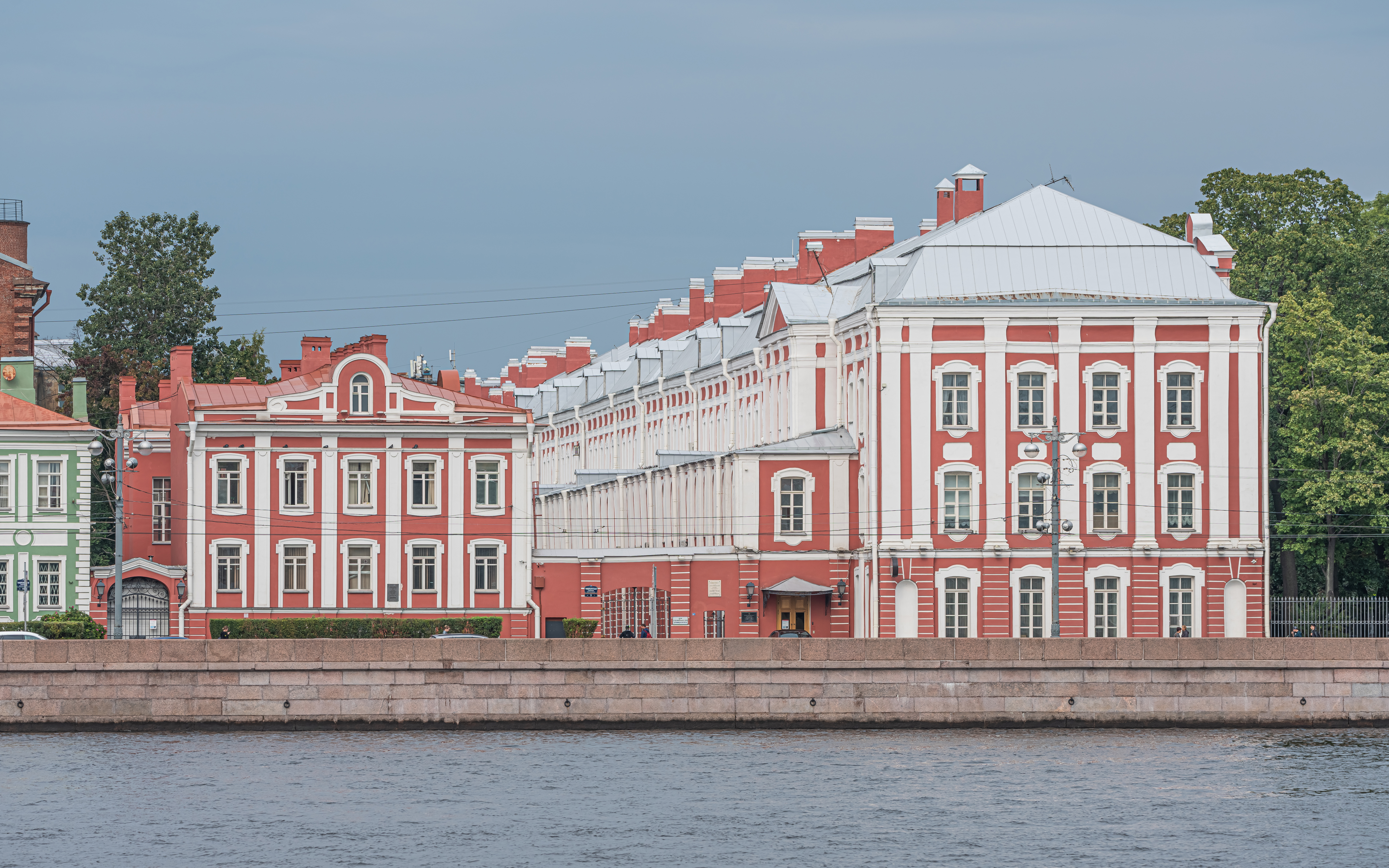
Les Douze Collèges

Les Douze Collèges (en russe : Здание Двенадцати коллегий) sont des bâtiments situés sur le quai de l'Université, sur l'Île Vassilievski à Saint-Pétersbourg, construits en 1722-1742 pour y établir les collèges ou ministères de Pierre le Grand. L'ensemble forme le plus grand monument en baroque pétrovien. Ils se composent de douze sections identiques de trois niveaux chacune.
Le projet général est dirigé par Domenico Trezzini ; les étages supérieurs sont conçus par Leonard Theodor Schwertfeger (de). Au XVIIIe siècle, le bâtiment était occupé par les plus hautes instances de l'administration. Après la dissolution des collèges ils sont utilisés par l'Institut pédagogique principal de l'Université d'État de Saint-Pétersbourg.

## 12 Collèges

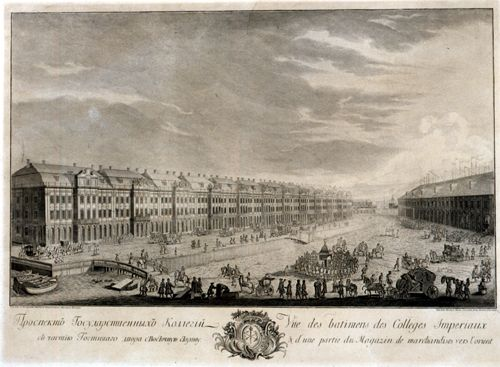
Gravure du 18e siècle représentant le bâtiment à cette époque

Les 12 Collèges sont douze unités représentant une forme transitoire entre les prikazes créés au XVIIe siècle et les ministères. Parmi ceux-ci on trouvait le collège des Affaires étrangères, le collège-manufacture, le collège de la guerre, le collège administratif, le collège de la justice, le collège du commerce, le collège des mines, le collège d'État, le collège de la chambre, le collège de révision, le collège foncier, le grand magistrat.

## Histoire
La construction commence en 1722 et fait partie de l'ensemble que Pierre Ier le Grand propose de créer sur l'Île Vassilievski comme quartier administratif. C'est là que se trouverait, dans les plans de l'empereur le Sénat dirigeant, le synode et les collèges.
Au début ce sont Domenico Trezzini et Leonard Theodor Schwertfeger qui dirigent la construction puis Carlo Giuseppe Trezzini et Mikhaïl Zemtsov l'ont terminée. La première session des collèges se tient en 1732. La construction principale a été terminée au milieu des années 1730. En 1737—1741 du côté ouest du bâtiment a été ajoutée une galerie de deux étages.
En 1804 dans les bâtiments est installé l'institut pédagogique, puis en 1835 c'est l' Université d'État de Saint-Pétersbourg qui hérité des bâtiments. À cette fin tout le complexe a été transformé sous la direction d'Apollon Chedrine.

## Époque actuelle
À l'époque post-soviétique, les bâtiments des Douze Collèges sont considérés comme les bâtiments principaux de l'université de Saint-Pétersbourg. Certaines facultés s'y trouvent encore aujourd'hui. S'y trouve également la bibliothèque scientifique de l'université et certains services administratifs.
Une partie du film du réalisateur Gueorgui Danielia, Le Marathon d'automne, a été tournée dans les Douze Collèges en 1979.

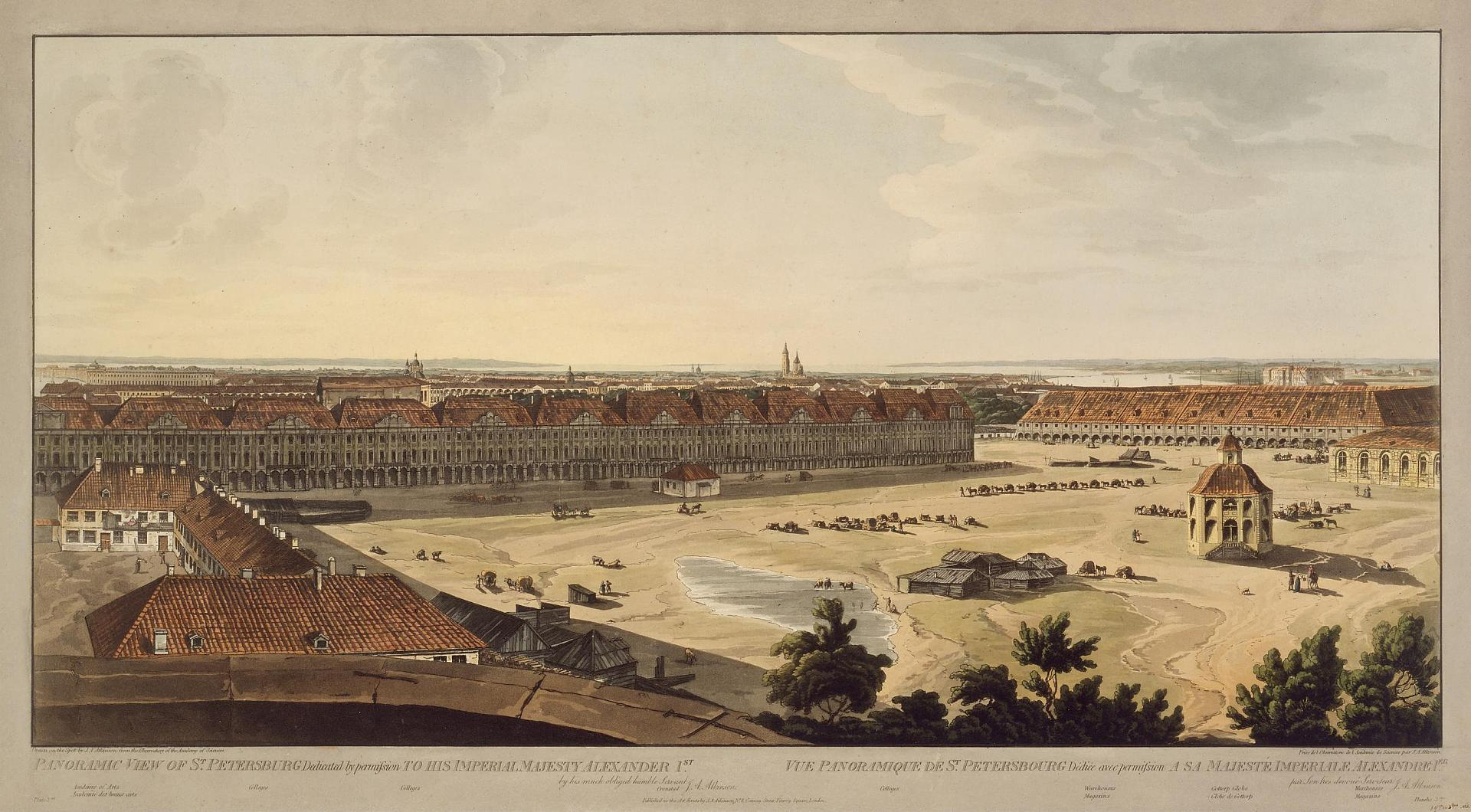
Panorama en 1805
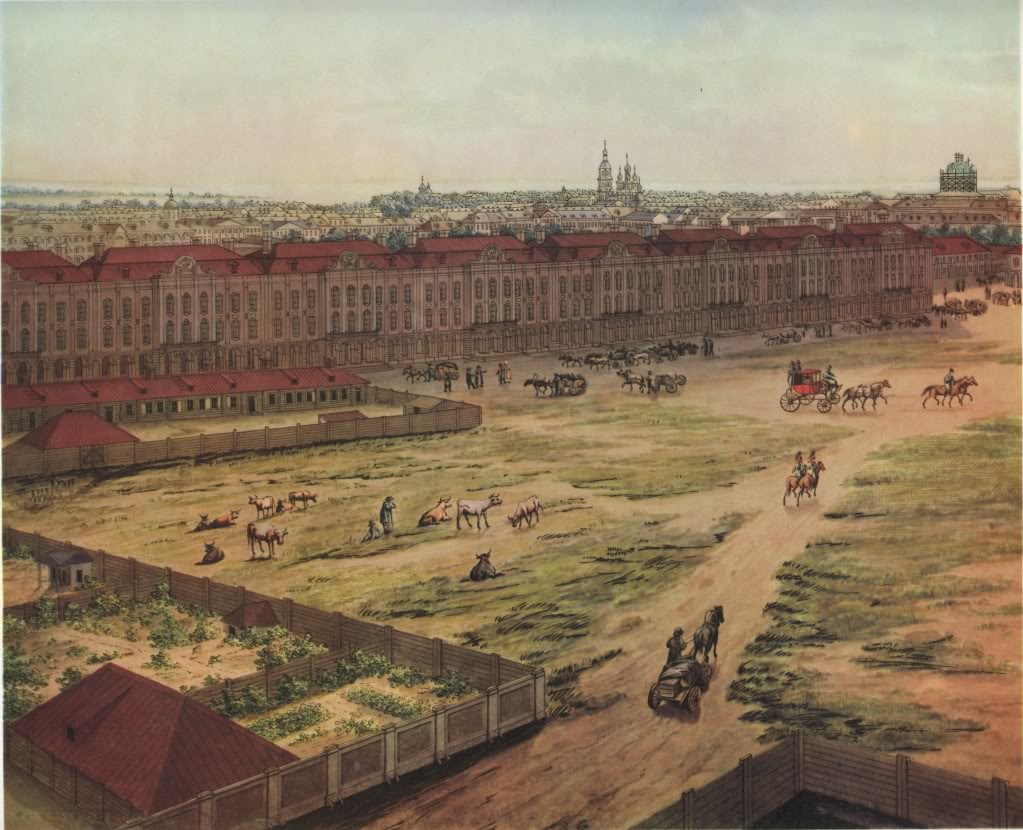
Panorama en 1820
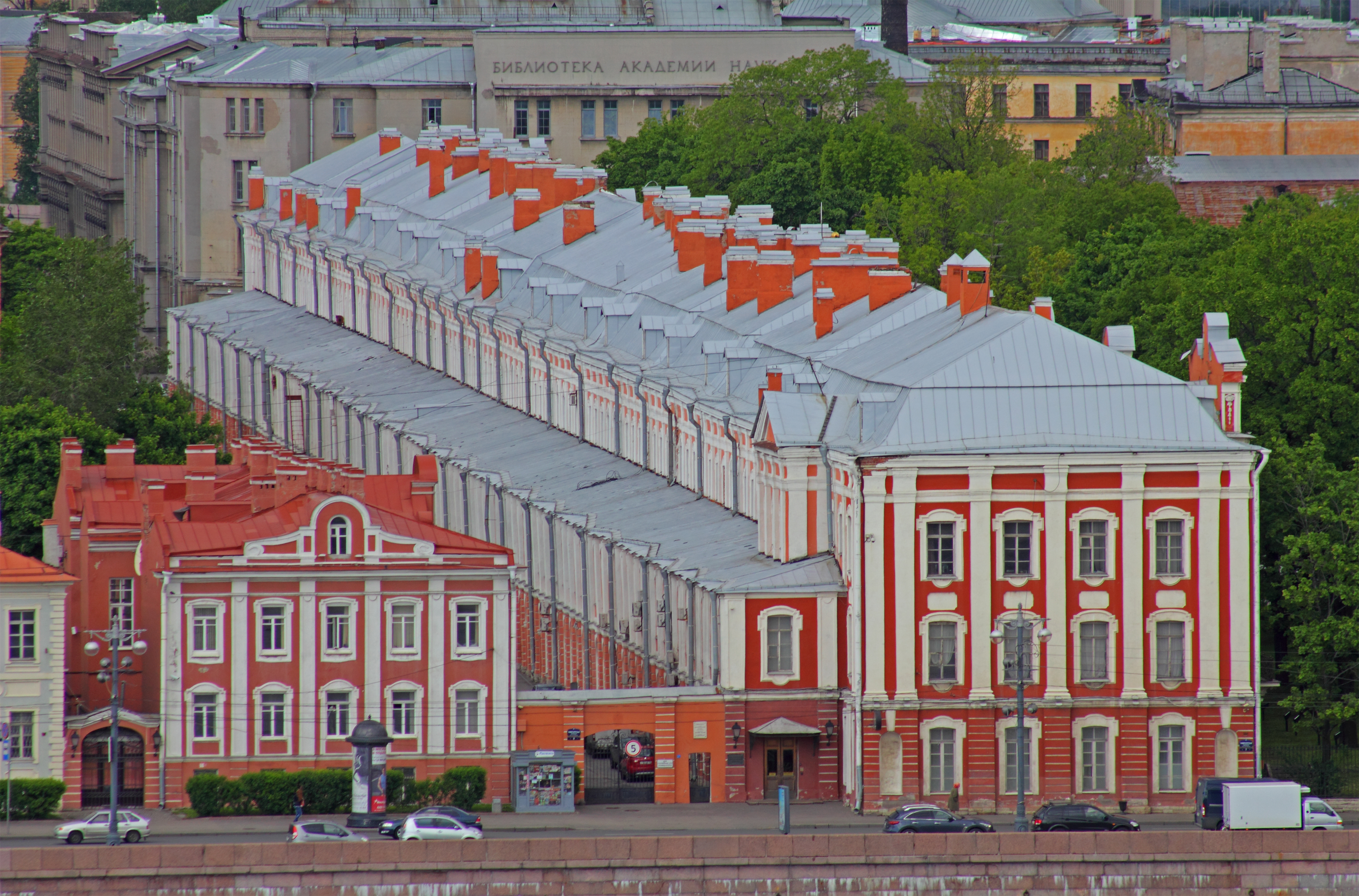
Un des bâtiments de l'université de Saint-Pétersbourg
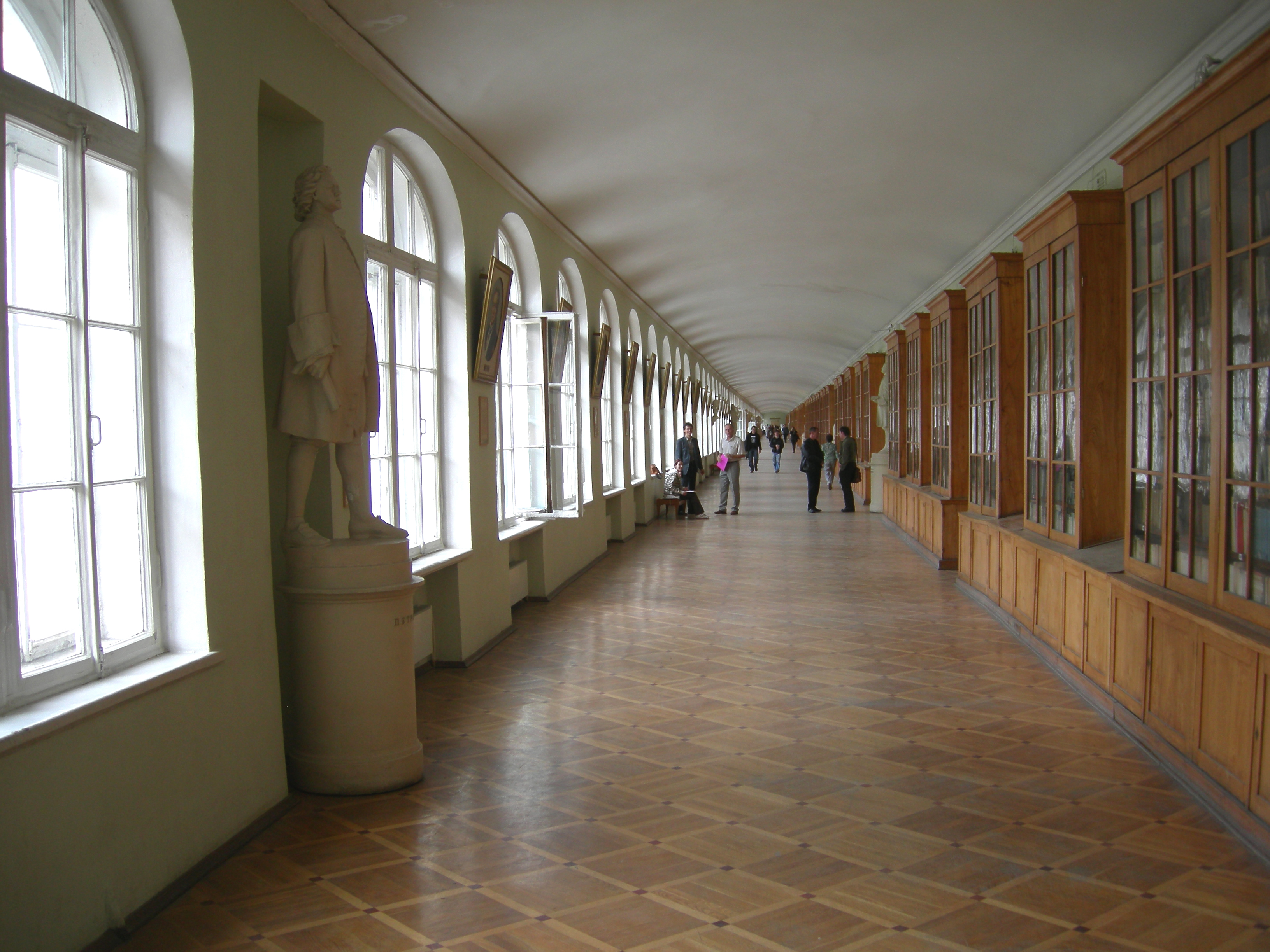
Corridor
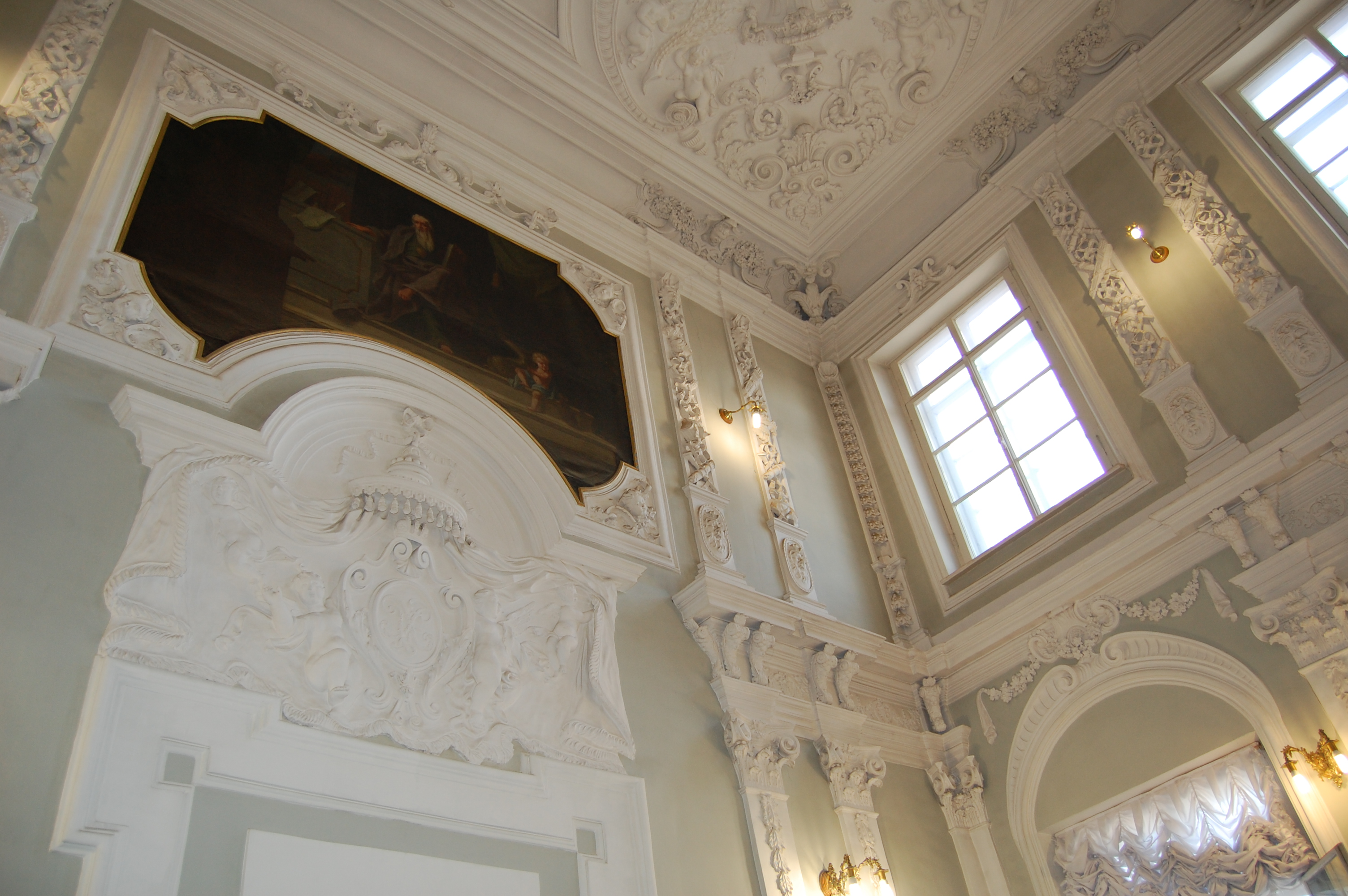
Salle du sénat de Pierre le Grand, le seul intérieur de l'ensemble qui a été conservé jusqu'à ce jour.